# LaTasha Colander
LaTasha Colander-Richardson, ameriška atletinja, * 23. avgust 1976, Portsmouth, Virginija, ZDA.
Nastopila je na poletnih olimpijskih igrah v letih 2000 in 2004, leta 2000 je osvojila naslov olimpijske prvakinje v štafeti 4×400 m, leta 2004 pa osmo mesto v teku na 100 m.